# Mộc Lan, Cáp Nhĩ Tân
Mộc Lan (木兰县) Hán Việt: Thông Hà huyện) là một là một huyện thuộc địa cấp thị Cáp Nhĩ Tân, tỉnh Hắc Long Giang, Cộng hòa Nhân dân Trung Hoa. Huyện này có diện tích 3602 km2, dân số 270.000 người, mã số bưu chính 151900. Trụ sở chính quyền huyện này ở trấn Mộc Lan. Huyện Mộc Lan được chia ra thành 6 trấn (Mộc Lan, Đông Hưng, Đại Quý, Lợi Đông, Liễu Hà, Tân Dân) và 2 hương (Kiến Quốc, Cáct Hưng).